# Grünburg, Šmohor - Preseško jezero
Grünburg je naselje občine Šmohor - Preseško jezero v okraju Šmohor na Koroškem v Avstriji.